# Ruacodes tela
Ruacodes tela là một loài bướm đêm trong họ Noctuidae.